# (1919) Clemence
(1919) Clemence es un asteroide perteneciente al cinturón interior de asteroides descubierto por James Gibson y Carlos Ulrrico Cesco desde el observatorio El Leoncito, Argentina, el 16 de septiembre de 1971.

## Designación y nombre
Clemence recibió inicialmente la designación de 1971 SA.
Más tarde se nombró en honor del astrónomo estadounidense Gerald M. Clemence (1908-1974).

## Características orbitales
Clemence orbita a una distancia media del Sol de 1,936 ua, pudiendo acercarse hasta 1,753 ua y alejarse hasta 2,119 ua. Tiene una inclinación orbital de 19,34° y una excentricidad de 0,09477. Emplea 983,9 días en completar una órbita alrededor del Sol.
Clemence forma parte del Hungaria.